# Diga della Valle di Lei
La diga della Valle di Lei è una diga ad arco situata in Svizzera, nel Canton Grigioni, nel comune di Ferrera, nella Valle di Lei.

## Storia

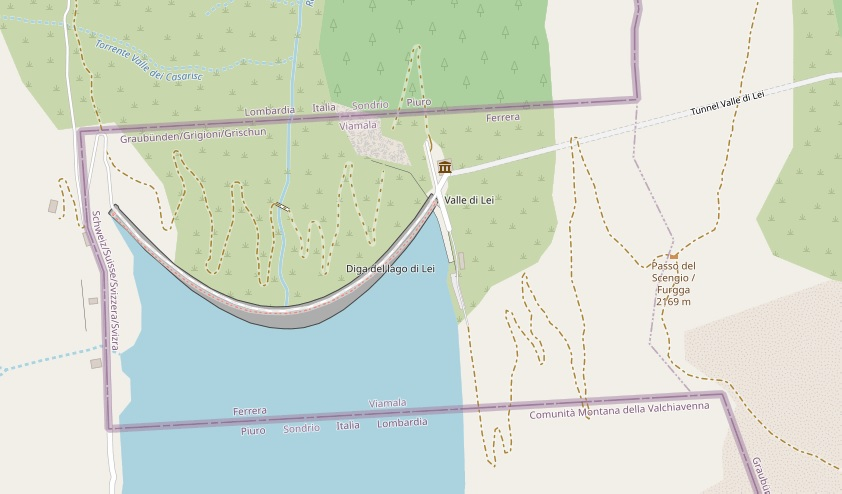
Il confine italo-svizzero nei pressi della diga

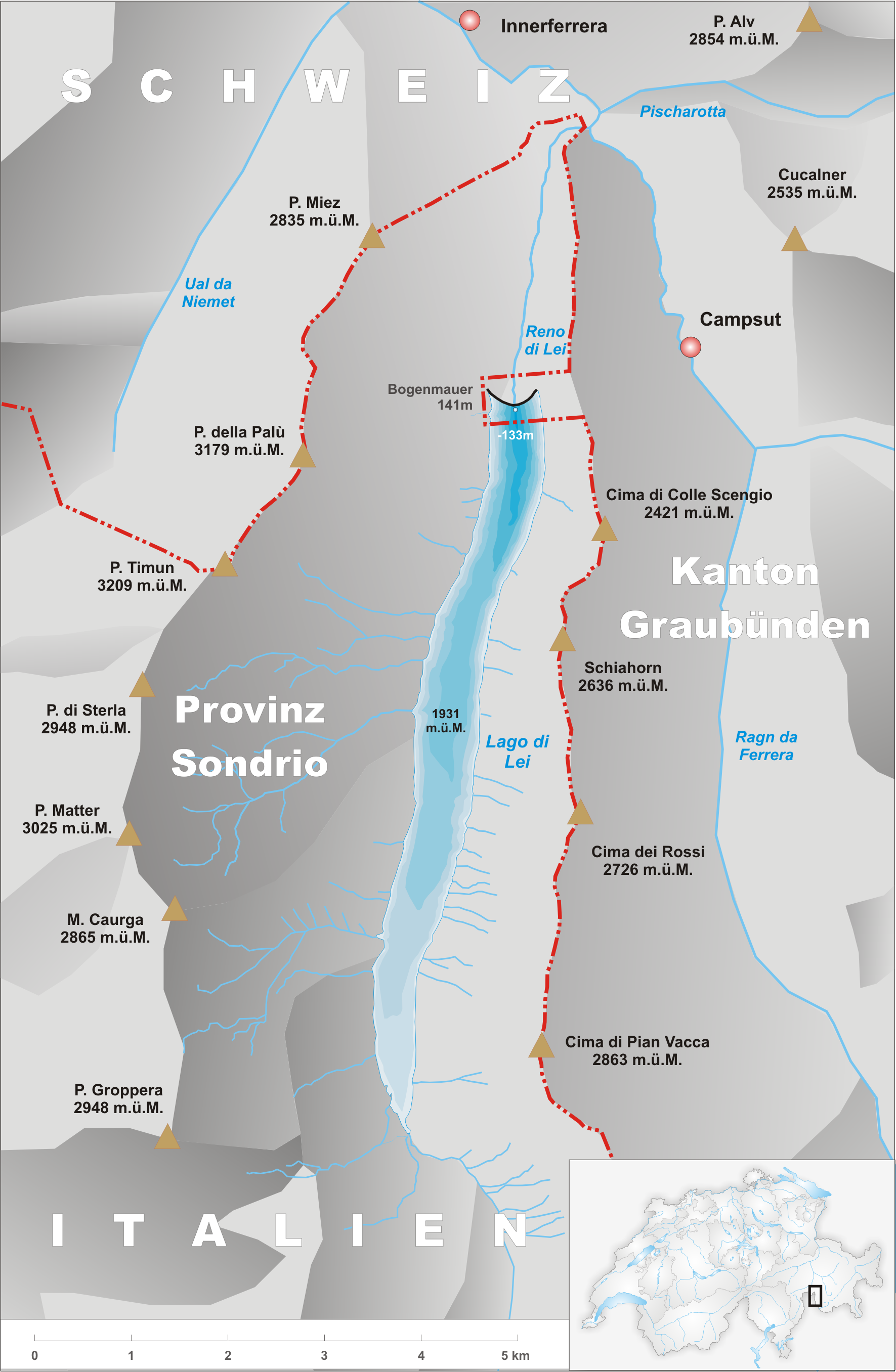
Mappa del lago

Dopo la seconda guerra mondiale una società con interessi misti italiani e svizzeri chiese le autorizzazioni per lo sfruttamento idroelettrico in val Ferrera: la cautela delle autorità militari elvetiche, preoccupate per il pericolo di crollo, costrinse i licenziatari ad una lunga e minuziosa ricerca, con l'individuazione finale in val di Lei del sito della diga.
Il 25 novembre 1955, dopo una elaborata trattativa, Italia e Svizzera firmarono un accordo con permuta di terreni: la striscia di terreno su cui costruire la diga passò in territorio elvetico, mentre un'analoga porzione, collocata poco più a nord, compensò la perdita italiana. La linea di confine così ottenuta è molto curiosa: il lago artificiale alimentato dal Reno di Lei è in territorio italiano, mentre la diga è in territorio svizzero, e più precisamente nel comune di Ferrera.
I lavori di costruzione in val di Lei iniziarono nell'estate del 1958 e, dopo una prestazione globale di circa 1 080 000 giornate lavorative, si conclusero nell'autunno del 1962 con il primo riempimento completo dell'invaso.
La diga, appaltata dalla Kraftwerke Hinterrhein AG (costituita all'uopo nel 1956 e tuttora gerente l'impianto), fu progettata dalla società Edison e costruita dalla società costituita appunto per la costruzione della diga stessa, la Gi. Lo. Va. L. (acronimo di Girola, Lodigiani, Val di Lei).
Le maestranze erano tutte italiane: di tale opera vennero realizzati due documentari, il più celebre è "Un metro lungo cinque" da parte dell'allora giovane documentarista Ermanno Olmi.
Data la lontananza della val di Lei dalle principali arterie stradali, furono costruiti tra il 1957 e il 1959 due impianti a fune (una funivia per le maestranze ed una teleferica per il trasporto del cemento) che da Campodolcino arrivavano, una volta scavalcato il Passo di Angeloga (dove c'erano le stazioni intermedie ad angolo chiamate "Vertice" dai valligiani), al cantiere della diga per una lunghezza di circa 15 km per ognuna. Solo nell'agosto del 1958 si realizzò la strada attualmente percorribile, che da Avers arriva, anche mediante un tunnel, al coronamento della diga.
La diga, progettata e costruita da maestranze italiane, venne completata nel 1960 per entrare poi in funzione nel 1962.
A memoria dei 12 caduti sul lavoro, venne edificata una piccola chiesa (di S.Anna, patrona della valle) sulla riva sinistra del lago, in località Baita del Capriolo.
Nel 2012 il bacino fu svuotato per lavori di manutenzione della diga e delle opere limitrofe: in tale occasione riemersero alcune baite precedentemente sommerse.

## Descrizione
Inaugurata nel 1960, la diga ha un'altezza di 143 metri con un coronamento carrozzabile lungo 690 metri e largo 15, mentre il volume del manufatto è di 862000 m³.
Per la sua costruzione furono impiegate 220000 t di cemento.
Il lago di Lei, creato dallo sbarramento, ha un volume massimo di 197 milioni di metri cubi, una lunghezza di 7,7 km e un'altitudine massima di 1931 m s.l.m.
Lo sfioratore ha una capacità di 134 metri cubi al secondo.
In conseguenza degli accordi stipulati tra Italia e Svizzera e della relativa permuta di terreni, il terreno su cui è stata costruita la diga è stato ceduto alla Svizzera (comune di Ferrera), mentre l'Italia (comune di Piuro) ha acquisito un equivalente appezzamento poco più a nord.
Nonostante si trovi in territorio italiano, il lago viene alimentato per circa 2/3 da acque provenienti dalle valli di Avers, Madris e Niemet o pompati dal bacino imbrifero o bacino idrografico del serbatoio di Sufers attraverso la Centrale di Ferrera, rimanendo 1/3 a carico del bacino imbrifero italiano (Reno di Lei).

## Galleria d'immagini

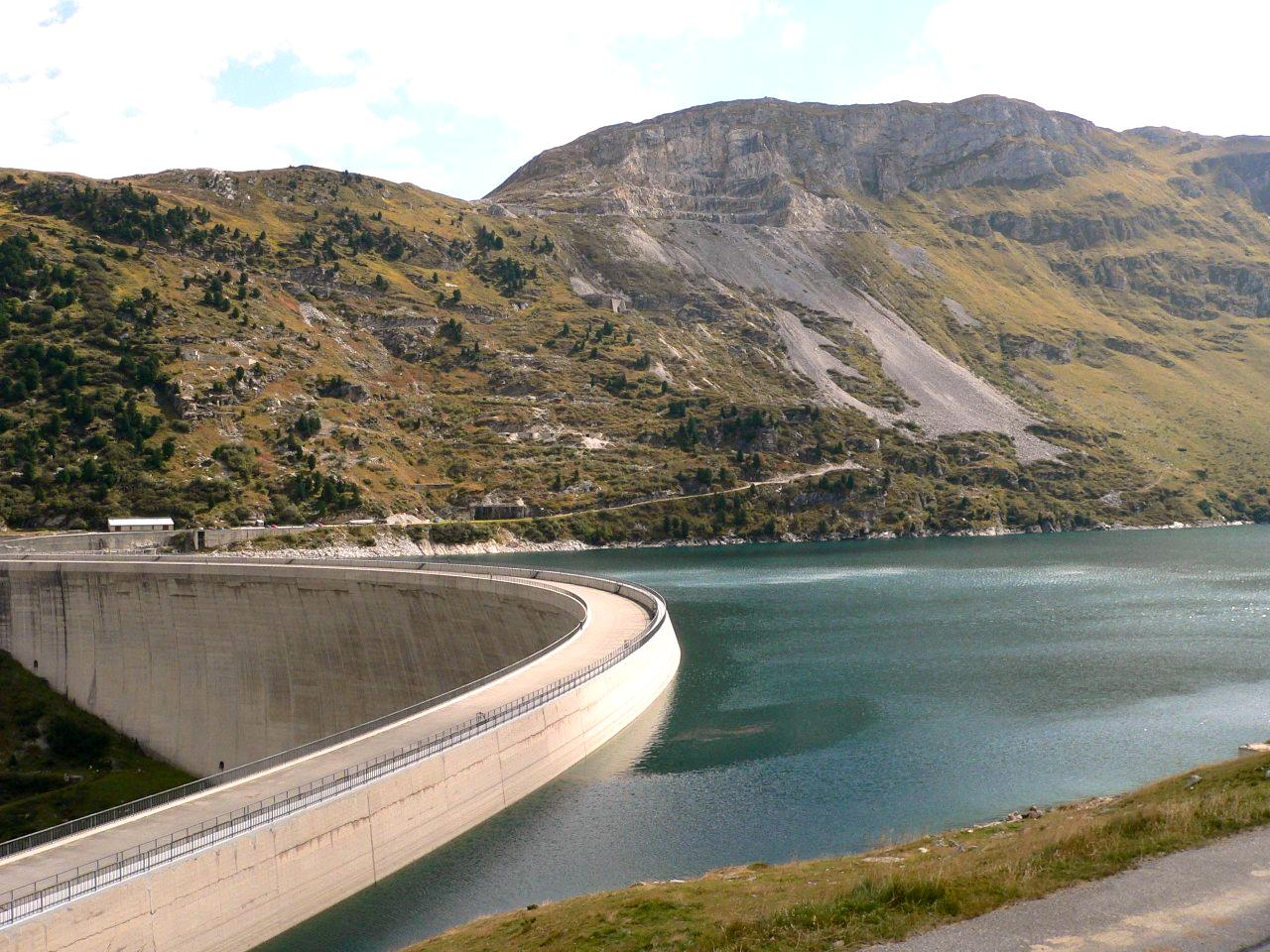
Vista della diga
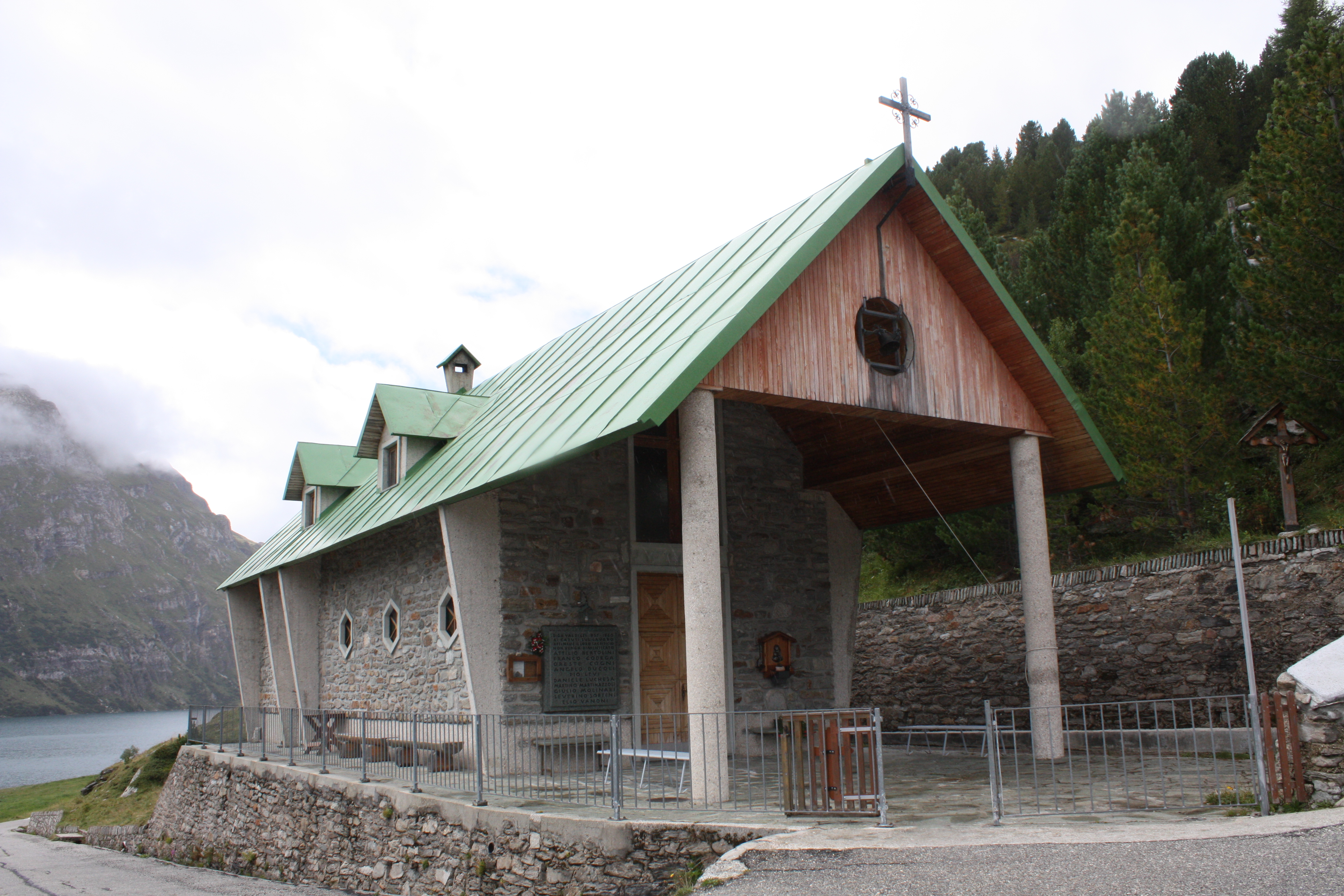
Chiesa in memoria dei caduti sul lavoro per la diga della Val di Lei
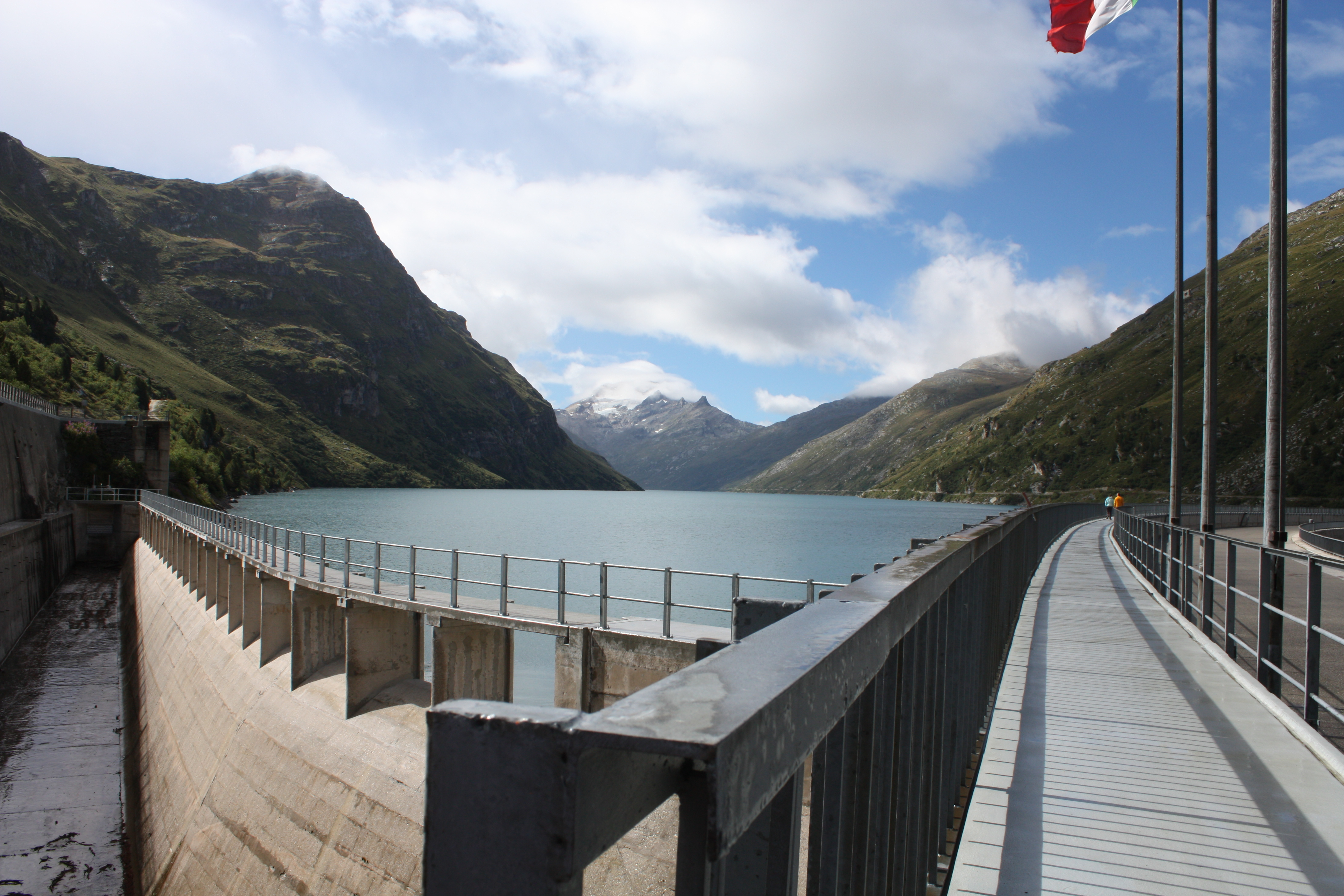
Lago di Lei: vista del coronamento dalla spalla in destra orografica
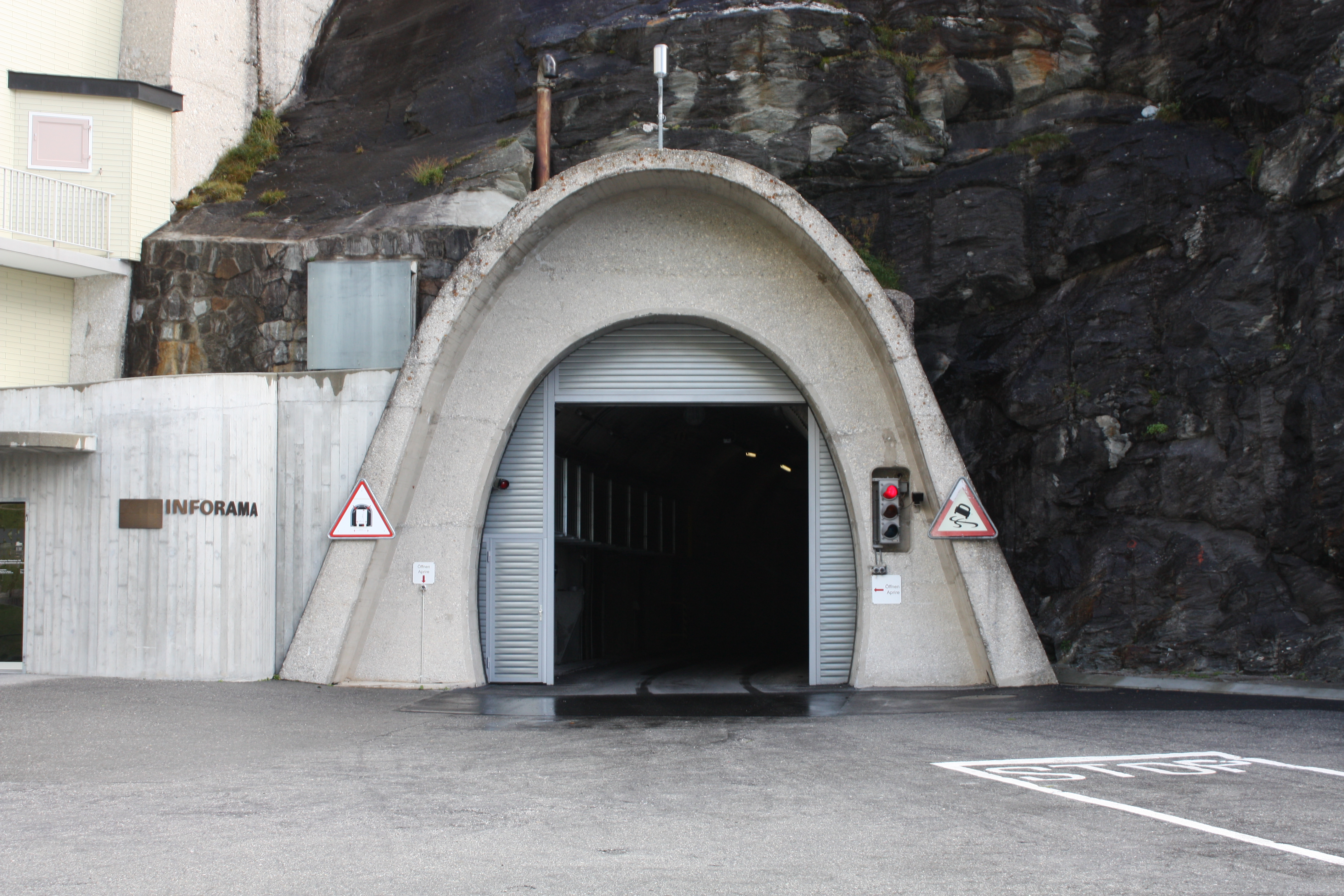
Tunnel da Avers al coronamento (Val di Lei)